# 沙克图利克 (阿拉斯加州)
沙克图利克（英語：Shaktoolik），是美国阿拉斯加州的一座城市。该市的人口在2000年为230人，2010年有251人。人口在阿拉斯加州排行第94。